# Псевдофульгурити
Псевдофульгури́ти (рос. псевдофульгуриты, англ. pseudofulgurites, нім. Pseudofulgurite m pl) — утворення, які зовні схожі на фульгурити, але виникли при силіфікації коріння рослин або в процесі конкреційного перерозподілу речовин у пісках.